# Wimmelburg
Wimmelburg là một đô thị ở huyện Mansfeld-Südharz, Saxony-Anhalt, nước Đức. Đô thị Wimmelburg có diện tích 8,56 km².